# IC 2937
IC 2937 је појединачна звијезда у сазвјежђу Лав која се налази на листи објеката дубоког неба у Индекс каталогу.
Деклинација објекта је + 10° 6' 14" а ректасцензија 11h 35m 3,4s.